# Орган Хаммонда

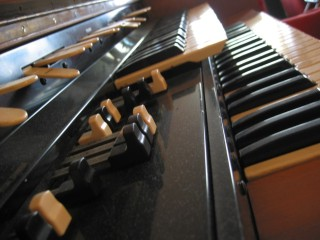
Hammond L-100

Орга́н Ха́ммонда (англ. Hammond organ) — электромеханический музыкальный инструмент (электрический орган), который был спроектирован и построен Лоуренсом Хаммондом в апреле 1935 года. Изначально органы Хаммонда продавались церквям как недорогая альтернатива духовым органам, но инструмент часто использовался в блюзе, джазе, роке (1960-е и 1970-е), а также в госпеле. Широко распространился орган Хаммонда и в военных ансамблях США во время Второй мировой войны и в послевоенные годы. В акустической науке орган Хаммонда (в том числе в СССР начала 1960-х гг.) использовался для изучения специфики музыкального тембра.
В настоящее время (2017) торговая марка Hammond принадлежит Suzuki Musical Inst. Mfg. Co., Ltd., и называется Hammond Suzuki Co., Ltd.

## Устройство

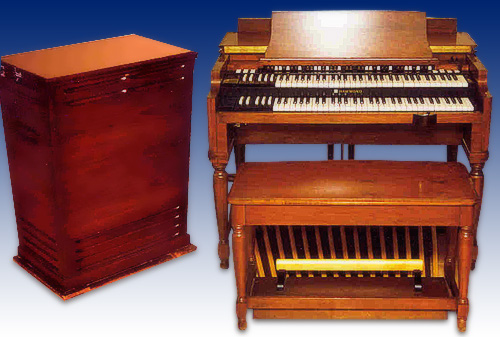
Hammond B3 и динамики Лесли

Для имитации звуков традиционного духового органа, имеющего ряды труб во множестве регистров, в органе Хаммонда был использован аддитивный синтез звукового сигнала из гармонического ряда (с некоторыми допущениями, см. ниже). 

Фоническое колесо вращается вплотную к звукоснимателю, формируя звуковой сигнал.

Орган Хаммонда часто называют электронным органом, что, в принципе, не совсем верно. В строгом смысле орган Хаммонда следует называть электрическим органом, так как первичное колебание создаётся не электронным генератором, а электромеханическим генератором переменного напряжения, «фоническим колесом» — зубчатым или перфорированным стальным диском, вращающимся возле собственной электромагнитной головки-звукоснимателя. Принцип действия, основанный на формировании отдельных сигналов фоническими колёсами, напоминает более ранний электромеханический инструмент — «Телармониум» Тадеуша Кахилла. Высота тона, сгенерированного колесом, определяется соотношением количества зубцов (от 2 для басовых колёс до сотен для верхних нот) и частоты вращения.  

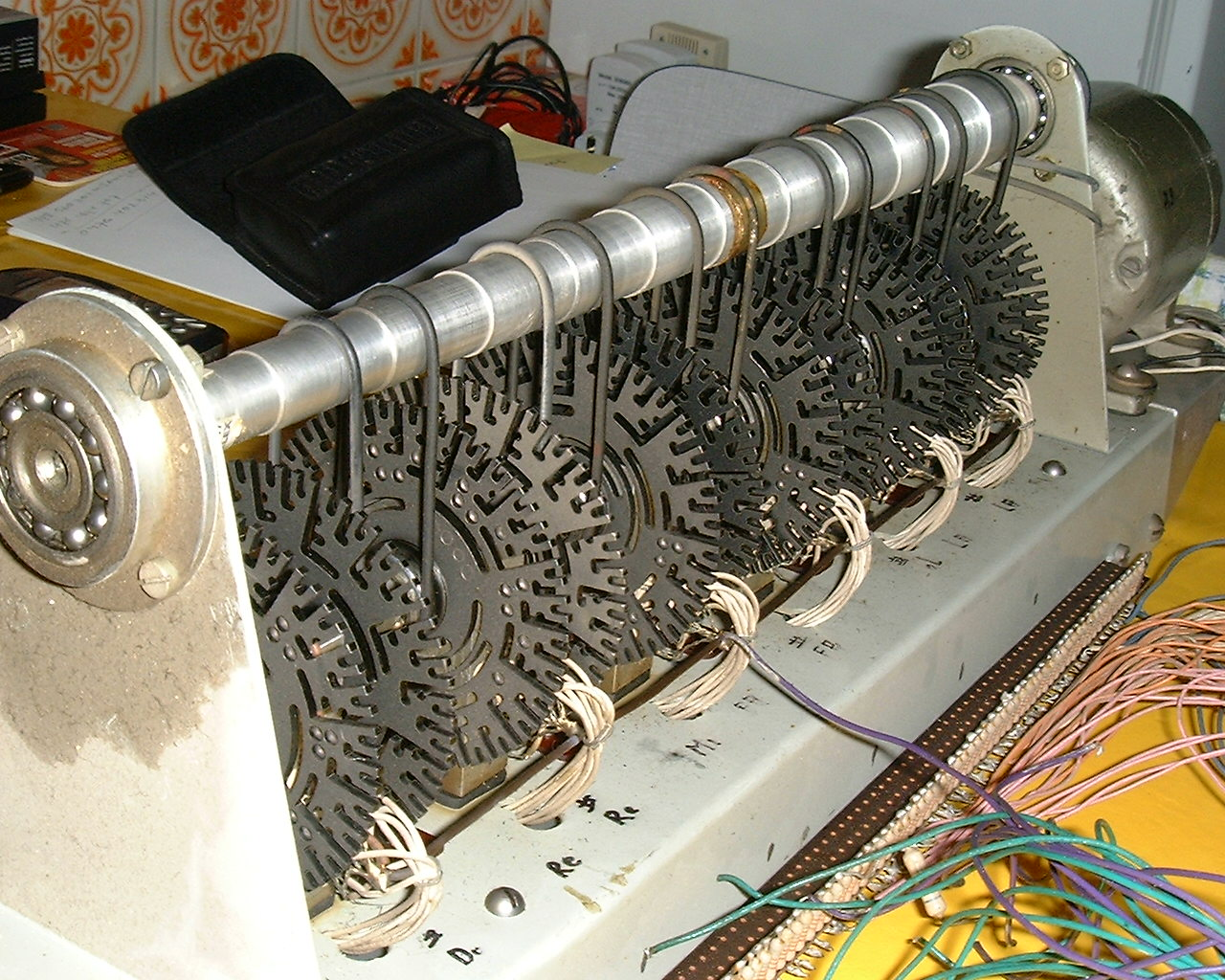
Опытная облегчённая конструкция «тон-генератора», созданная филиалом фирмы «Хаммонд». Видны перфорированные колёса и их ремённый привод от ступенчатого верхнего вала.

Все колёса вращались от общего синхронного электродвигателя через систему передач, гарантировавшую жёсткое соотношение генерируемых тонов, то есть цельность строя. Так как частота вращения двигателя и, соответственно, базовые частоты тонов задавались электросетью, устройство сдвига частоты («питч-шифтер») и вибрато в тех моделях, где оно имелось, было выполнено отдельным электромеханическим блоком на базе устройства, известного среди пользователей «хаммонда» как «сканер». Принцип действия его подобен вращающемуся трансформатору, только не с индуктивной, а с ёмкостной связью. Лёгкий ротор, вращаемый отдельным мотором, раздавал сигнал по пластинам статора, всё суммировалось электронной схемой — и в итоге позволяло варьировать фазу звукового сигнала со скоростью вращения ротора.
Внешней особенностью органа Хаммонда были небольшие выдвигающиеся ручки-«язычки» — регуляторы, с помощью которых можно было нужным образом подмешивать гармоники в основные тона, формируя новые тембры.
Характерный «щелчок» при нажатии клавиши, который начально считался недостатком конструкции, быстро стал восприниматься как часть фирменного звука инструмента. Звучание имеет и другие примечательные черты, которые при формальном подходе были бы только техническими недостатками. В частности, при формировании тембра вместо целочисленных гармоник основного тона используются ближайшие подходящие основные частоты других тон-колёс, подмешиваемые к взятому тону. В результате для настройки инструмента гарантированно чистым заявляется только тон ля первой октавы (440 Гц). Другая особенность — слышимые наводки с частотами невзятых нот: тесно расположенные тон-колёса воздействуют на звукосниматели друг друга. Музыканты вполне освоились со столь своеобразно окрашенным звуком, и «недостатки» превратились в «особенности системы», ценимые поклонниками соответствующих жанров. Впоследствии подобные нюансы усложнили качественную имитацию звука электромеханического «Хаммонда» чисто электронными средствами; выпущенные самой фирмой компактные органы с электронными тон-генераторами звучат менее интересно, а сколь-нибудь качественные имитации начали появляться лишь с развитием мощной аппаратной базы цифрового синтеза.
В органах Хаммонда широко использовались динамики Лесли, хотя изначально детище фирмы «Leslie» было отвергнуто самим изобретателем органа. Динамики «Leslie» имели вращающийся компонент (рупор или заслонку) для создания эффекта вибрато и очень скоро стали стандартом де-факто для органов Хаммонда, так как именно они создавали типичный «дрожащий», «плавающий» звук со сложной пространственной панорамой.
Модель B-3 всегда была и остаётся наиболее популярной, хотя C-3 отличается лишь деталями внешнего вида. Условно «Хаммонд органы» можно разделить на две группы:
1. полноразмерные органы (console organs), такие как B-3, C-3, A-100, имеющие два 61-клавишных мануала
2. компактные органы (spinet organs), такие как L-100 и M-100, у которых два 44-клавишных мануала.

У большинства «Хаммонд-органов» нет полного педального блока «AGO», который значительно увеличивал стоимость и размеры инструмента (так же, как и вес: общий вес модели В3 со скамьёй и педальным блоком составлял 193 кг).
Не все «Хаммонд-органы» имели описанную выше конструкцию. Конструкция с регуляторами-«язычками» и «фоническими колёсами» считается оригинальной. Фирма «Хаммонд» выпускала также и более дешёвые модели на основе электронных схем, такие как, к примеру, модель J100. Однако у этих моделей нет оригинального и характерного звука «колёсных» органов «Хаммонд».
Современные технологии цифровой обработки сигналов и семплирования позволяют достаточно точно воспроизвести оригинальный звук инструментов Хаммонда. Существует также ряд электронных органов и синтезаторов, качественно эмулирующих «Хаммонд-орган». Тем не менее исполнители ценят оригинальные электромеханические инструменты Хаммонда за особое впечатление и ощущение от игры. «Хаммонд-органы» и сегодня пользуются огромным спросом у музыкантов.

## В массовой культуре
В одной из серий сериала «Доктор Хаус» главный герой получает в подарок Hammond B3 и исполняет на нём, в частности, отрывки из токкаты и фуги ре-минор Баха и органного соло из песни A Whiter Shade of Pale группы Procol Harum.